# Pumpkinhead
Pumpkinhead (br: Pumpkinhead: A Vingança do Diabo, foi também lançado no Brasil com o título, Sangue Demoníaco) é um filme de terror, produzido nos Estados Unidos em 1988,  dirigido pelo estreante Stan Winston, com Lance Henriksen, Jeff East, Cynthia Bain e outros.
Teve uma continuação, "Pumpkinhead - O Retorno" (Pumpkinhead II: Blood Wings) (1993).

## Sinopse
O filme começa mostrando Eddie Harley (Lance Henriksen), ainda criança, e seus pais trancados em sua casa na fazenda. Da janela, o menino pode ver lá fora, um pobre homem implorar por socorro, enquanto é perseguido e estraçalhado por uma criatura demoníaca. Ninguém tem coragem de ajudá-lo, pois temem se tornar vítimas do Pumpkinhead (Cabeça de Abóbora). De volta ao presente, Eddie, após a morte de sua esposa, divide sua atenção entre cuidar do filho Billy e tocar uma lojinha à beira da estrada, numa rotina tão pacata e melancólica quanto aquelas paisagens rurais quase abandonadas.
A vida de Eddie Harley toma um novo rumo quando um grupo de jovens da cidade decide passar um fim de semana no campo. No caminho eles terminam parando na loja e aproveitando para fazer um irresponsável racha de motos pelas imediações desérticas. Eddie tem que ir à cidade buscar uma mercadoria e pede a Billy que fique com seu cão dentro da loja e longe dos visitantes e suas motos. Entretanto o pior não tarda a acontecer, quando o menino decide ir atrás do cachorro que escapa em perseguição às motos: incapaz de desviar a tempo, um dos rapazes atropela e mata Billy.
Em busca de vingança, Eddie procura pela feiticeira Haggis, que todos dizem ter poderes sobrenaturais, e ela ressuscita Pumpkinhead para vingar o filho de Harley. Então, o filme mostra o demônio caçando e exterminando os jovens com requintes de crueldade e um prazer diabólico.
O destaque se dá pelo cuidado com a impressionante e quase real criatura com efeitos de maquiagem dignos de Stan Winston. É considerado um dos melhores filmes dos anos 80 e que agrada os fãs do gênero.

## Elenco
- Lance Henriksen ... Ed Harley
- Jeff East ... Chris
- John D'Aquino ... Joel
- Kimberly Ross ... Kim
- Joel Hoffman ... Steve
- Cynthia Bain ... Tracy
- Kerry Remsen ... Maggie
- Florence Schauffler ... Haggis
- Brian Bremer ... Bunt
- George 'Buck' Flower ... Sr. Wallace
- Matthew Hurley ... Billy Harley
- Lee de Broux ... Tom Harley
- Tom Woodruff Jr. ... Pumpkinhead